# Гицба, Инар Альбертович
Инар Альбертович Гицба (28 апреля 1985, Ткуарчал, Абхазская АССР) — абхазский дипломат; с 2014 года — Полномочный представитель Республики Абхазия в Турции; с 2017 года — Посол по особым поручениям Министерства иностранных дел Республики Абхазия и Исполнительный секретарь Общественной организации «Всемирный абхазо-абазинский конгресс». Дипломатический ранг — Советник 1 класса. С 2022 года депутат Народного Собрания — Парламента Республики Абхазия VII созыва.

## Биография
Родился 28 апреля 1985 года в городе Ткварчели.
С 1991 по 1992 год учился в Ткуарчалской средней школе № 2.
С 1993 по 1997 год учился в Сухумской Горской средней школе № 10 имени Н. А. Лакоба.
В 2002 году окончил абхазо-турецкий колледж «Башаран-колледж» в Гагре.
В 2002 году поступил в Студию иностранных языков в г. Лодзь, Польша, а с 2003 по 2007 годы обучался в Гданьском государственном университете, Институт политологии и социологии, на факультете международные отношения по специализации «Европеистика и глобальные процессы».
С сентября по декабрь 2009 года проходил курс повышения квалификации в Институте профессиональной переподготовки и повышения квалификации преподавателей гуманитарных и социальных наук МГУ имени М. В. Ломоносова.
В 2020 году завершил образовательный курс «Глобальная дипломатия — дипломатия в современном мире» в Лондонском университете.
С 2008 по 2012 годы работал научным сотрудником отдела геополитики Центра стратегических исследований при президенте Республики Абхазия.
С 2008 по 2014 являлся преподавателем кафедры социологии и политологии Абхазского государственного университета.
В 2011 году назначен Помощником Министра иностранных дел Республики Абхазия, а с 2012 года — начальником отдела Турции и Ближнего Востока Министерства иностранных дел Республики Абхазия.
25 июня 2013 года распоряжением Кабинета министров Абхазии назначен заместителем председателя Государственного комитета по репатриации.
В 2014 году Ткуарчалским РВК Министерства обороны Республики Абхазия зачислен в запас в звании рядового.
11 июля 2014 года и. о. президента Валерием Бганбой назначен на должность полномочного представителя Республики Абхазия в Турецкой Республике.
11 января 2018 года назначен Директором Государственного учреждения «Государственное инвестиционное агентство» при Министерстве экономики Республики Абхазия.
С 2017 года по настоящее время является Послом по особым поручениям Министерства иностранных дел Республики Абхазия с дипломатическим рангом Советник 1 класса.
В 2017 году на VII Съезде Всемирного конгресса абхазо-абазинского (абаза) народа избран Генеральным секретарём организации. На сегодняшний день, ввиду изменения названия и ряда структурно-организационных преобразований в организации является Исполнительным секретарём Общественной организации «Всемирный абхазо-абазинский конгресс».
В 2021 году возобновил преподавательскую деятельность в Абхазском государственном университете на кафедре социологии и политологии.
В 2022 году был избран депутатом Народного Собрания — Парламента Республики Абхазия VII созыва по сухумскому избирательному округу № 1 (Новый район).
Владеет абхазским (родной), русским, английским, турецким и польским языками.

## Семья
Женат, отец трех дочерей.